# Герб Великолепетиського району
Герб Великолепетиського району — офіційний символ Великолепетиського району, затверджений рішенням районної ради.

## Опис
На лазуровому щиті золоті соняшник, якір і сонце з променями, що сходить, а з правого та лівого боків - золоті хлібні колоски. У нижній частині щита золотий напис "Великолепетиський район". Щит увінчано золотим хрестом.